# Isaiah Nelson
Isaiah Nelson (3 aprile 2001) è uno sciatore alpino statunitense, vincitore della Nor-Am Cup nel 2023.

## Biografia
Originario di Wayzata e attivo in gare FIS dal novembre del 2017, in Nor-Am Cup Nelson ha esordito il 18 novembre dello stesso anno a Copper Mountain in slalom gigante, senza completare la prova, ha conquistato il primo podio l'11 febbraio 2020 a Whiteface Mountain in combinata (3º) e la prima vittoria il 10 febbraio 2022 nelle medesime località e specialità; ai Mondiali juniores di Panorama 2022 ha vinto la medaglia d'oro nel supergigante e il 23 ottobre dello stesso anno ha debuttato in Coppa del Mondo, a Sölden in slalom gigante senza completare la prova. Nella stagione 2022-2023 ha vinto la Nor-Am Cup; ai Mondiali di Saalbach-Hinterglemm 2025, sua prima presenza iridata, è stato 4º nella gara a squadre e non ha completato lo slalom gigante. Non ha preso parte a rassegne olimpiche.

## Palmarès

### Mondiali juniores
- 1 medaglia:
  - 1 oro (supergigante a Panorama 2022)

### Nor-Am Cup
- Vincitore della Nor-Am Cup nel 2023
- Vincitore della classifica di combinata nel 2022
- 22 podi:
  - 8 vittorie
  - 5 secondi posti
  - 9 terzi posti

#### Nor-Am Cup - vittorie
| Data             | Località           | Paese       | Specialità |
| ---------------- | ------------------ | ----------- | ---------- |
| 10 febbraio 2022 | Whiteface Mountain | Stati Uniti | KB         |
| 4 gennaio 2023   | Burke Mountain     | Stati Uniti | SL         |
| 7 gennaio 2023   | Burke Mountain     | Stati Uniti | SG         |
| 23 febbraio 2023 | Mont-Sainte-Marie  | Canada      | GS         |
| 27 marzo 2023    | Whistler           | Canada      | GS         |
| 2 aprile 2024    | Panorama           | Canada      | DH         |
| 9 aprile 2024    | Panorama           | Canada      | GS         |
| 13 dicembre 2024 | Panorama           | Canada      | GS         |

Legenda:

DH = discesa libera

SG = supergigante

GS = slalom gigante

SL = slalom speciale

KB = combinata

### Australia New Zealand Cup
- Vincitore dell'Australia New Zealand Cup nel 2023
- Vincitore della classifica di slalom gigante nel 2023
- 3 podi:
  - 2 vittorie
  - 1 secondo posto

#### Australia New Zealand Cup - vittorie
| Data           | Località     | Paese         | Specialità |
| -------------- | ------------ | ------------- | ---------- |
| 22 agosto 2022 | Coronet Peak | Nuova Zelanda | SL         |
| 29 agosto 2022 | Coronet Peak | Nuova Zelanda | GS         |

Legenda:

GS = slalom gigante

SL = slalom speciale

### Campionati statunitensi
- 6 medaglie:
  - 2 argenti (slalom gigante nel 2021; supergigante nel 2025)
  - 4 bronzi (supergigante nel 2023; supergigante, slalom speciale nel 2024; slalom gigante nel 2025)